# Chechu Salgado
Jesús Salgado López (Sober, Lugo, 1 de febrero de 1991), conocido como Chechu Salgado, es un actor de cine, teatro y televisión español.
Ganó el Premio Goya como mejor actor revelación por su trabajo en Las leyes de la frontera (2021). Es conocido por su participación en series televisivas españolas como Fariña, La caza. Monteperdido o Patria.

## Biografía
Nació en Sober el 1 de febrero de 1991 (en el hospital de Monforte de Lemos) . Estudió en la Escuela de Arte Dramático de Galicia, en Vigo.
En el año 2009, representó la obra Don Juan, dirigida por Tito Asorey, y con Melania Pérez Cruz como ayudante de dirección, junto con el actor Santi Cuquejo entre otros miembros del reparto, que fue premiada con el Premio Buero Vallejo (2010), en la VII edición de los premios. Además, Salgado fue galardonado con el Premio Buero Vallejo al Mejor Actor por la producción teatral “Don Juan”.
En 2012 participó en la obra de teatro La tempestad (de William Shakespeare), dirigida por Dani Salgado. Realizó su primer papel interpretando a Román Fiúza en la serie de televisión de TVG Serramoura, donde se dio a conocer. En 2018 realiza su primera interpretación a nivel nacional en la serie de Antena 3 Fariña, donde tiene el papel de Javi Bustelo.
En 2019 se incorpora al reparto de la serie televisiva La caza. Monteperdido en TVE, donde interpreta a Ismael. Ese mismo año se incorpora al elenco principal de Servir y proteger, serie diaria de TVE, donde da vida a Ramón Rojo. En 2020 participa en la serie de HBO España Patria, interpretando a Patxo.
En 2021 protagoniza la superproducción de Daniel Monzón Las leyes de la frontera, dando vida a Zarco. Por su papel en la película recibió el Premio Goya al mejor actor revelación, además de una nominación como mejor actor de reparto en los Premios Feroz.
En 2023 participó en la serie portuguesa Motel Valkirias para HBO Max y tuvo una colaboración especial en la serie española de Disney+ Tú también lo harías, donde interpreta al líder de una banda de ladrones que trabaja en la sombra.
Es miembro del jurado en el festival de cine de Monforte de Lemos, Fancine Lemos

## Filmografía

### Cine
| Año  | Título                   | Personaje | Director      | Notas                          |
| ---- | ------------------------ | --------- | ------------- | ------------------------------ |
| 2020 | María Solinha            | Marcial   | Ignacio Vilar |                                |
| 2021 | Las leyes de la frontera | Zarco     | Daniel Monzón | Goya al mejor actor revelación |
| 2024 | Tóxico                   | Fran      | Lorenzo Lerín | En rodaje                      |

### Televisión
| Año       | Título                | Personaje                        | Canal                   | Notas         |
| --------- | --------------------- | -------------------------------- | ----------------------- | ------------- |
| 2014-2018 | Serramoura            | Román Fiúza                      | TVG                     | 87 episodios  |
| 2018      | Fariña                | Javi Bustelo                     | Antena 3                | 7 episodios   |
| 2019      | La caza. Monteperdido | Ismael Casella                   | TVE                     | 8 episodios   |
| 2019-2020 | Servir y proteger     | Ramón Rojo                       | TVE                     | 141 episodios |
| 2020      | Desaparecidos         | Antonio «Toño» Sanchís Ferrandis | Prime Video             | 1 episodio    |
| 2020      | Patria                | Carlos «Patxo» Vázquez Teixeiro  | HBO España              | 5 episodios   |
| 2020      | Madres. Amor y vida   | Pablo                            | Prime Video / Telecinco | 2 episodios   |
| 2023      | Motel Valkirias       | Luis Castro                      | HBO Max                 | 8 episodios   |
| 2023      | Tú también lo harías  | Coco                             | Disney+                 | 6 episodios   |
| 2024-2025 | Valle salvaje         | Gaspar                           | TVE                     | 128 episodios |

## Premios y nominaciones
| Premio               | Año  | Categoría                                       | Trabajo nominado         | Resultado | Ref.   |
| -------------------- | ---- | ----------------------------------------------- | ------------------------ | --------- | ------ |
| Medallas del CEC     | 2022 | Mejor actor secundario                          | Las leyes de la frontera | Nominado  | [ 20 ] |
| Medallas del CEC     | 2022 | Mejor actor revelación                          | Las leyes de la frontera | Ganador   | [ 20 ] |
| Premios Feroz        | 2022 | Mejor actor de reparto                          | Las leyes de la frontera | Nominado  | [ 21 ] |
| Premios Goya         | 2022 | Mejor actor revelación                          | Las leyes de la frontera | Ganador   | [ 17 ] |
| Premio Buero Vallejo | 2010 | Mejor actor                                     | Don Juan                 | Ganador   | [ 22 ] |
| Premio Buero Vallejo | 2010 | Mejor montaje/producción/representación teatral | Don Juan                 | Ganadores |        |